# Horst Weber (Musikwissenschaftler)
Horst Weber (* 1944 in Koblenz) ist ein deutscher Musikwissenschaftler.

## Leben
Von 1962 bis 1968 studierte Horst Weber in Wien an der Universität Theaterwissenschaft, Musikwissenschaft und Philosophie sowie an der Akademie für Musik und Darstellende Kunst Dirigieren. 1968 wurde er mit einer Dissertation über Mozarts Musiktheater promoviert. Von 1970 bis 1972 war er Wissenschaftliche Hilfskraft am Musikwissenschaftlichen Seminar der Georg-August-Universität Göttingen, 1973/74 Stipendiat der Deutschen Forschungsgemeinschaft; Ergebnis dieser Förderung war die erste Buchpublikation über den Komponisten Alexander Zemlinsky. 1975 wurde er zunächst Mitglied der Redaktion des Riemann-Musiklexikons in Mainz, im selben Jahr Assistent am Musikwissenschaftlichen Seminar der Rheinischen Friedrich-Wilhelms-Universität in Bonn.
Von 1978 bis 2010 hatte Weber eine Professur für Musikwissenschaft an der Folkwang Universität der Künste in Essen inne. An der Technischen Universität Berlin habilitierte er sich 1994 in Musikwissenschaft. Zwischen 1995 und 2008 leitete er mehrere Forschungsprojekte der Deutschen Forschungsgemeinschaft, u. a. zur Exilforschung und zur Musiktheorie der Wiener Moderne. An der Folkwang Universität der Künste organisierte er von 1998 bis 2004 die Reihe Concept Concerts mit Musik emigrierter Komponisten und begründete (gemeinsam mit Stefan Orgass) die Schriftenreihe FolkwangStudien (Hildesheim 2005ff.). Im Studienjahr 2011–12 war er Gastprofessor an der Universität für Musik und Darstellende Kunst Wien.

## Forschung und Lehre
Schwerpunkte seiner Forschung sind die Musik der Mozart-Zeit und der Wiener Moderne, Musiktheater, Mentalitätsgeschichte und Musik in der Emigration. 2009 wurde er mit der Festschrift Musik – Transfer – Kultur geehrt.

## Publikationen (Auswahl)

### I. Bücher
- Studien zu Mozarts Musiktheater, Diss. Wien 1968.
- Alexander Zemlinsky. Eine Studie, Wien 1977.
- Quellen zur Geschichte emigrierter Musiker 1933–1950.
mit Manuela Schwartz: Kalifornien, München 2003 (Band 1).
mit Stefan Drees: New York, München 2005 (Band 2).
- „I am not a hero, I am a composer“. Hanns Eisler in Hollywood, Hildesheim 2012.

### II. Artikel
- Varietas, variatio/Variation, Variante, in: Handwörterbuch der musikalischen Terminologie (6. Lieferung), hrsg. von Hans Heinrich Eggebrecht, Wiesbaden 1986.
- Mozart und andere. La Betulia liberata-Vertonungen im Vergleich, in: Beiträge zur Geschichte des Oratoriums seit Händel. Festschrift Günther Massenkeil, hrsg. von Rainer Cadenbach und Helmut Loos, Bonn 1986, 151–178.
- Der Serva-padrona-Topos in der Oper. Komik als Spiel mit musikalischen und sozialen Normen, in: Archiv für Musikwissenschaft 45 (1988), 87–110.
- Melancholia. Versuch über Brahms’ Vierte, in: Tradition und Neue Musik. Festschrift Rudolf Stephan, hrsg. von Josef Kuckertz u. a., Laaber 1990, 281–296.
- Kalkül und Sinnbild. Eine Kurz-Geschichte des Kanons, in: Die Musikforschung 46 (1993), 355–370.
- Mahler und Wagner, in: Gustav Mahler und die Symphonik des 19. Jahrhunderts, Symposium Bonn 2000, hrsg. von Bernd Sponheuer, Frankfurt am Main 2001, 201–210.
- Madernas Hyperion-Konzept, in: Musiktheater im Spannungsfeld zwischen Tradition und Experiment (1960 bis 1980), hrsg. von Christoph-Hellmut Mahling und Khristina Pfarr, Tutzing 2002, 211–220.
- „Werk“ und „Zeugnis“. Von Quellen zur Geschichte emigrierter Musiker, in: Kulturelle Räume und ästhetische Universalität. Musik und Musiker im Exil, hrsg. von Claus-Dieter Krohn u. a., München 2008, 8–26 (Exilforschung. Ein internationales Jahrbuch 26).
- Beschreibung eines Liedes: Erwartung und Erinnerung in Schuberts „Taubenpost“, in: Lebensbilder. Streifzüge in Kunst und Pädagogik, hrsg. von Eckart Liebau, Oberhausen 2009, 201–213.
- Die Musik der Wiener Moderne, in: Mahler-Handbuch, hrsg. von Bernd Sponheuer und Wolfram Steinbeck, Stuttgart 2010, 100–113.
- Musik zwischen Ritual und Zeremonie, in: Rituale der Kunst, hrsg. von Johannes Bilstein, Oberhausen 2011, 53–64 (Moyländer Diskurse zu Kunst und Wissenschaft 3).
- Variation als Prinzip und Form, in: Das Beethoven-Handbuch 2, hrsg. von Hartmut Hein und Wolfram Steinbeck, Laaber 2012, 329–352.
- Figaro – „more geometrico“, in: Interdisziplinarität und Disziplinarität in pädagogischen Perspektiven. Festschrift Peter W. Schatt, hrsg. von Martina Krause und Stefan Orgass, Hildesheim 2013, 421–440.
- Exilforschung und Musikgeschichtsschreibung, in: Geächtet, verboten, vertrieben. Österreichische Musiker 1934–1938–1945, Kongressbericht Wien 2006, hrsg. von Hartmut Krones, Wien 2013, 259–284.
- Vollendung. Zum Finale der IV. Symphonie von Johannes Brahms, in: „Finalproblem“ – Große Form zwischen Apotheose und Suspension, hrsg. von Kathrin Kirsch und Siegfried Oechsle, Kassel 2018 (Kieler Schriften zur Musikwissenschaft 56).
- Scherchen und Karajan, in: Der Karajan-Diskurs. Perspektiven heutiger Rezeption, hrsg. von Julian Caskel, Würzburg 2020, 375–382.

### III. Herausgeberschaft
- Metzler Komponistenlexikon, Stuttgart 1992, 22003.
- Musik in der Emigration. Verfolgung – Vertreibung – Rückwirkung, Stuttgart 1994.
- Oper und Werktreue. 5 Vorträge, Stuttgart 1994.
- Alexander Zemlinsky. Briefwechsel mit Arnold Schönberg, Anton Webern, Alban Berg und Franz Schreker, Darmstadt 1995 (Briefwechsel der Wiener Schule 1)